# 合金装备系列角色列表
合金装备角色介绍（因中文翻译版本众多，人名以英文为准）：

## Big Boss與其子嗣
Naked Snake / Big Boss
《Metal Gear Solid 3: Snake Eater》、《Metal Gear Solid: Portable Ops》、《Metal Gear Solid: Peace Walker》、《Metal Gear Solid V: The Ground Zeroes》的主角。特徵為在右眼上戴著眼罩，其獨眼形象與經歷參考自大蛇·普利斯金，名字John與頭帶造型則是參考《第一滴血》的主角约翰·藍波，另外在遊戲的錄音帶輯裡也提到Naked Snake也有些影射真實人物切·格瓦拉。
本名John，Jack乃在CIA時的代號。美國特殊部隊Fox Unit成員，曾參與「Operation Snake Eater」，阻止了美蘇之間可能的核戰，並殺死了「傳說中的士兵」The Boss，而得到Big Boss的稱號，事後與Zero、Ocelot、Eva、Sigint和Para-Medic創立地下組織「愛國者們」（The Patriots）去創造出The Boss心中的理想世界。
可是，Big Boss和Zero在解讀The Boss的理想上出現分歧，導致兩人的關係產生裂痕，加上在未經自身同意與不知情的情況下參與了「Les Enfants Terribles」计划，並成為Solid Snake、Liquid Snake和Solidus Snake三人的基因提供者，導致他和Zero決裂，並成立了傭兵組織「無國界軍團」（Militaires Sans Frontières）。再接著成為特殊部隊Foxhound的指揮官和傭兵國家Outer Heaven及Zanzibar Land的創立人。
他期望軍人不會再作為國家政權的棋子而是日常必需品，戰士不再為任何理想或政治目的而戰，號召士兵加入他的Outer Heaven，當中許多士兵更是仰慕Big Boss這個活生生的傳說。Outer Heaven的勢力逐漸發展到不可忽視的程度，成為「愛國者們」（或Cipher）的眼中釘，更開發出能夠機動發射核武的二足兵器「Metal Gear」。因此美國遂發動N313入侵作戰（Operation Intrude N313），派出精銳士兵Solid Snake深入調查，最後終於成功破壞Metal Gear TX-55並且殺害了Big Boss（實際上是Venom Snake）
Big Boss在不久之後重新復出，在Zanzibar Land動亂中被Solid Snake用噴火器嚴重燒傷後下落不明（最後證實傷重昏迷的Big Boss被「愛國者」組織回收，並被用奈米機械封印其身心）。
2014年「愛國者之槍」事件前，Eva和Ocelot重新奪回了Big Boss的身體。事件結束後他去對Solid Snake說出一切背後的真相，為變成植物人的Zero進行安樂死，還明白到自己一直誤解了恩師The Boss的遺志，最後被Solid Snake所傳染的新種FoxDie病毒感染而逝世，享年79歲。
Punished "Venom" Snake / Ahab
《Metal Gear Solid V: The Phantom Pain》的主角。
本名不詳，是於《Ground Zero》中在MSF直升機上替Paz進行緊急手術取出炸彈的醫務兵。
在直升機被擊墜時替Big Boss擋下了多數傷害，身上也因此插滿了彈片甚至是人骨牙齒、並因此斷了左手，其中一枚金屬碎片更是插入右額而無法取出，造成他日後容易見到幻覺，以及受到強烈衝擊時會引發色盲現象。
昏迷9年期間與Big Boss共同被安置於賽普勒斯的英軍醫院，在Zero與Ocelot企圖引開XOF注意的計畫下，外表被整型成Big Boss，並且在昏迷期間透過睡眠學習，以及甦醒後的失憶期間內，被人引導成以為自己就是Big Boss。
甦醒後被取的代號「Ahab」取自小說《白鯨記》的主角亞哈船長。Big Boss在協助他逃脫時給自己取的匿名「Ishmael」則取自《白鯨記》的另一主角以實瑪利。
之後於醫院遭受XOF指派的Quiet暗殺未遂，並遭XOF、The Man on Fire及Tretij Rebenok攻擊，但在Ishmael（Big Boss）的協助下逃脫成功，之後在Ocelot協助下，獲得了蘇聯製的生化義手並前往阿富汗救出被俘的Miller。之後便與Miller、Ocelot一起領導Diamond Dog部隊調查Cipher組織的動向並決意復仇。
在與Miller成功向Skull Face復仇後得到Big Boss給他的錄音帶，終於知道自己只是Big Boss的替身一事，但他仍決意以Big Boss的身分繼續活下去。
1995年於武裝要塞國家Outer Heaven最深部以Big Boss之名與Solid Snake對決，戰敗死亡。
Solid Snake / Old Snake
潛龍諜影大部分作品中的主角。据考证Snake的稱號是參考John Carpenter的漫画《Snake Plissken Chronicles》的主角大蛇·普利斯金（该漫画曾改编成两部电影，《纽约大逃亡》及《洛杉磯大逃亡》），頭帶造型則是參考《第一滴血》的主角约翰·藍波（三代中的主角Snake也就是Big Boss也参考此二人）。
本名David，是愛國者藉由拿取Big Boss的基因所調整改造的複製人。前Foxhound成員，IQ達180，能操流利六國語言。曾參與並解決「Outer Heaven危機」及「Zanzibar Land事件」，在兩次事變中摧毁了Metal Gear及Big Boss的野心而拯救世界，得到「傳說中的傭兵」這稱號。退伍後在阿拉斯加隠居，之後因「Shadow Moses事件」而被迫再次參與任務。事件後，加入了反Metal Gear組織「Philanthropy」，在世界各地參與反Metal Gear運動。
可是，因為Snake自身的基因被改造過，導致他的身體比普通人衰老得更快，在Liquid Ocelot起事事件中變成一個老人。
最后在Otacon、Sunny、Eva和Ocelot的帮助下摧毁爱国者组织的AI電腦，然后和Otacon一起退隐，享受余生。
Liquid Snake
Big Boss的複製人之一，Solid Snake的双胞胎兄弟，真名Eli。Liquid在孩童時期本來在Zero之下接受教育，但後來逃到非洲並召集童兵建立他的王國，企圖向他的父親Big Boss報仇，但被Venom Snake收伏。Skull Face身亡後，Eli從Tretij Rebenok手上得到Skull Face的聲帶蟲試管，並將Metal Gear Sahelanthropus從Mother Base盜走，他令自己感染聲帶蟲，帶領童兵們重新建立他的王國，結果被XOF追捕。Venom Snake前往接回Eli和擋下XOF的追擊時，被Venom因色盲症狀發作誤擊但幸好沒事，可是Eli身上的聲帶蟲開始病發，Diamond Dog也要對該地方發動汽油彈空襲來進行消毒，Venom給了一支手槍和一發子彈給Eli自盡並離開。不過Tretij Rebenok將他的喉嚨內的聲帶蟲抽離出體外和帶他逃離空襲，讓他繼續活下去來實現他的復仇野心。
長大後加入英國空降特勤隊，參加海灣戰爭，但成為了敵軍俘虜直至戰爭結束後被美軍救出，然後Liquid知道他的「兄弟」Solid Snake在「Outer Heaven危機」及「Zanzibar Land事件」屢立奇功，植根了Liquid對Snake的妒恨，並心生出自己是從Big Boss的劣等基因中誕生的偏激思想。
Shadow Moses事件中作為Foxhound的指挥官，以會使用Metal Gear REX發動核攻擊來威脅美國政府交出十億美金的贖金和Big Boss的遺體，還有FoxDie病毒的疫苗。他要Big Boss的遺體的目的，就是要修正Big Boss遺傳給他一切的劣等基因，令他成為真正的最強戰士（事實上他被安排擁有Big Boss一切的優良基因，而Solid Snake是擁有所有劣等的）。计划失败后死于Snake身上的FoxDie病毒诱发的心肌梗塞。
此后，其右臂被移植到Ocelot身上，Liquid的意识竟然也“寄生”到Ocelot体内。在MGS2中，Liquid的意识复苏后就佔据了主导地位，以致在MGS4中Ocelot也变成了Liquid Ocelot（后被证实只是Ocelot为了麻痹爱国者组织所做的自我催眠）。
Solidus Snake
Big Boss的複製人之一，「愛國者」認為他是完美的傑作，兼具Liquid（液態）與Solid（固態）的優點，所以取名為Solidus（物理學名詞－固相線，介於液態與固態之間的狀態），因基因缺陷外表較為蒼老，但是肉體相當強大。後來與Raiden交戰後失去左眼因此左眼帶著眼罩，穿著厚重裝甲服，其裝甲服上有兩條遠近戰通用武裝「蛇手」，隨身武器為一把P90衝鋒槍，以及兩把一長一短，名為「民主」與「共和」（美國兩個最大政黨之名）的日本刀。
曾是美國第43任總統，又名George Sears。在Shadow Moses事件中意圖擺脫「愛國者」的控制，而指使其共謀的Revolver Ocelot引發Shadow Moses事件，以奪取Metal Gear REX的演習數據及核彈頭，但被「愛國者們」反制，而因此被迫辭職，讓他從此與「愛國者們」正式對立。
過去曾參與過賴比內亞的內戰，並且到處綁架兒童，將他們培養成少年兵來作戰，Raiden就是其中之一。
於Big Shell佔領事件被Raiden擊敗，最後於聯邦廳屋頂上摔落而死。遺體被Eva和Ocelot回收，並取出身體組織來修復在Zanzibar Land事件後重傷的Big Boss。

## 重要角色
Raiden
《Metal Gear Solid2: Sons of Liberty》「Plant篇」主角。Raiden（雷电）是其行動代號，在故事最後曾解釋其名字來源于二戰日本戰機Mitsubishi J2M Raiden（盟軍代號Jack）。本名不詳，Rosemary叫他Jack。其父母被Solidus Snake所杀，Solidus Snake将其收为养子。兒童時期在非洲國家賴比瑞亞長大，並參與當時爆發的內戰。作為童兵隊成員參戰，因殺人能力優秀而被敵軍稱為「開膛手傑克」（Jack the Ripper）及「白色惡魔」（White Devil）。戰鬥後被Solidus Snakes帶到美國，重新開始生活，並認識Rosemary，兩人成為戀人。在「Big Shell事件」中作為Foxhound成員被派往Big Shell營救人質，最終殺死事件主謀Solidus Snake。事件過後，因為對戰爭的殺戮難以忘懷導致抑鬱，結果和Rosemary分手，參加了Big Mama領導的反抗組織，拯救了Olga Gurekovich的女兒Sunny，但自己被愛國者組織抓住，身體被改造成為生化忍者，幸得有Madnar博士所救，然後在2014年的Liquid Ocelot起義事件中幫助Snake。
經過愛國者之槍的事件後，Raiden與妻子Rosemary和親兒子Little John過著和平的生活，但不久他重操故業，加入Maverick私人保安公司繼續著僱傭兵的工作，但他在執行護送某非洲國家政要的任務時，被別的傭兵公司的生化人士兵襲擊受了重傷。於是Raiden的身體再次接受改造以獲得更強大的力量，阻止這群生化人傭兵到處挑起戰爭的企圖。
最後他因為殺死了企圖復興戰爭經濟的美國總統候選人Steven Armstrong，而成為國際通緝犯，令他決定暫時離開Maverick公司和他的妻兒，獨自打著“他自己的戰爭”。
Otacon（配音員：田中秀幸（日）；Christopher Randolph （英））
真名為Hal Emmerich（哈尔·艾默里克），名字取自科幻電影《2001太空漫遊》的AI電腦「HAL 9000」。
ArmsTech的開發人員，Metal Gear Rex的開發者之一。亦是一位駭客，也是日本動畫迷。Otacon正是Otaku Convention的縮寫。喜歡Sniper Wolf，Solid Snake與Wolf第二次作戰時曾哀求Snake不要殺她。
在Shadow Moses事件後，他和Solid Snake等人成立非政府組織「博愛者」（Philanthropy），從事反Metal Gear及「愛國者」組織的社會運動。
因為凡是他所愛的人（Sniper Wolf、Emma、Naomi Hunter）最後都會死於非命，所以在Liquid Ocelot起事結束後，Otacon和他的養女兒Sunny過著保持距離的生活。
在MGS2和MGS4中以140.96MHz这个频率代替Mei Ling为玩家存檔。
Gray Fox
该角色还有其他代号如Frank Jaeger、NULL、Mr X等。最初他是一个戰争孤儿，没有人知道他的名字。因为他會德語而且擅长單兵潛入作戰，被戰友稱为Frank Jaeger（“Jaeger”在德语中是“獵人”，“追捕者”、“槍手”的意思）。收養了孤兒Naomi Hunter成為她的兄長。接著他在Zanzibar Land事件中被Solid Snake打敗。
在Shadow Moses事件中，他的身體被Dr. Clark（Para-Medic）改造成生化忍者（Cyborg Ninja），暗中協助Snake對付Liquid，同時希望和Snake決一生死，最終Fox為了拯救Snake而犧牲性命，死前叫Snake告訴Naomi自己其實是殺害了她父母的兇手（不過Snake最後沒有告訴Naomi這事，還叫她忘掉他哥哥並好好活著），最後被Liquid駕駛的Metal Gear REX的腳下踏扁而死。
The Boss
本名不詳，英裔美國籍女性。為「賢者」組織其中一名成員的女兒，Naked Snake（Big Boss）的師父、Ocelot的母親。特殊部隊之母，第二次世界大戰中成立世界首一支特殊部隊名為「COBRA」並且活躍於戰場上，當時的代號是「THE JOY」，戰後被稱作「傳說中的士兵」以及「THE BOSS」，並且是近戰格鬥術「CQC」及混合武術（現今MMA所演變於的起源）的創始者，沃爾金上校也因為她精湛高超的格鬥武術而明白為何別人稱她為「The Boss」。
在1964年（MGS3）偷取了美國的小型核彈投靠蘇聯方的沃爾金上校，並且破壞了FOX小隊中Naked Snake執行的「貞潔任務」而被美國視為背叛者，最後由Naked Snake執行的「食蛇者作戰」中將其抹殺，但事實上The Boss是美國為了奪取沃爾金上校掌握的「賢者的遺產」安排與其接觸的臥底，美國為了不和蘇聯掀起戰爭將她設為棄子，給予她最後的任務則是在「食蛇者作戰」中被Naked Snake殺死。
在世界表面的歷史上被記載成「亡命蘇聯並用核武破壞傑利諾雅斯克的恐怖份子」、「美國的賣國賊」，真正的歷史則是為了美國的利益不惜捨棄自己名譽、生命及家庭的「真正的愛國者」。
Roy Campbell
美國陸軍特種部隊的軍人，Solid Snake的上司，官階上校。曾加入過美國海軍陸戰隊、綠扁帽、三角洲特種部隊，最後加入FOXHOUND，並以優秀的參謀和執行作戰的能力成為FOXHOUND的副指揮官。在武裝要塞國家Outer Heaven崛起後，於Big Boss失蹤時升任為FOXHOUND部隊的指揮官，和以直覺行事的Big Boss不同，是以縝密的作戰計畫，配合衛星監控和優秀的菁英部隊成員來執行任務。
Zanzibar Land事件中擔任Solid Snake的指揮官，事件後退役，然後在Shadow Moses事件重回軍方並再次委托Snake去阻止Liquid用Metal Gear REX恐嚇美國政府。
事件後退出軍隊，然後在聯合國中擔任世界僱傭兵活動的觀察官員，並委托Old Snake去刺殺Liquid Ocelot。
Meryl Silverburgh
美國陸軍特種部隊的女兵。Roy Campbell上校的甥女。但因為她的叔父勾引了她媽媽令父親自盡的事，令兩人關係正冷戰著。
在Shadow Moses事件前加入FOXHOUND部隊，因為拒絕反叛而被囚禁。之後趁Solid Snake打昏看守的Johnny時奪走對方的衣物混進Liquid的部隊作內應，對Snake心生情愫，在事件後兩人交往過一段日子。
2014年Liquid Ocelot起義事件中，她成為Rat Patrol 01小隊的隊長，和Old Snake一起阻止Liquid的野心。後來她才知道了Roy Campbell才是她的生父，亦為Campbell改娶Rosemary的事而感到憤怒。事件後，知道真相的Meryl和Johnny結婚，決定原諒她的父親，兩父女一起共享天倫之樂。
Johnny Sasaki
在Shadow Moses事件中，Liquid的基因改造部隊中的一個兵卒，經常鬧肚子和做錯事。被Snake打暈還被Meryl搶去制服和裝備。
Shadow Moses事件後成為傭兵，在Big Shell佔領事件中是Gurlukovich部隊的一員，但鬧肚子的情況未變，和逃亡中的Emma相遇過並放跑對方，之後就因為持續拉肚子而退出戰鬥。
Big Shell佔領事件後隨著Meryl回歸美軍編制。
2014年的Liquid Ocelot起事中，Johnny加入了Meryl領導的Rat Patrol 01小隊，外號“Akiba”。但他和隊員們毫無默契，而且鬧肚子問題仍然存在，時常闖禍，後來發現他其實因為怕打針而沒有注射奈米機械所致。
在Outer Haven的突擊行動中奮勇地和Meryl一起阻擋FROGS部隊，在槍戰中向Meryl表白求婚。
在Metal Gear Solid 3裡面，在Naked Snake被Volgin囚禁期間，和一位獄卒談話道「他會在他家族中每代的男丁都取名做Johnny」，而且他一樣都有鬧肚子問題，有可能他就是Johnny的祖父。
Naomi Hunter（配音员：鶴ひろみ（日）；Jennifer Hale （英））
Foxhound的医疗主管，美人科学家，负责遗传因子的治疗及强化。她是Shadow Moses事件中的医疗负责人，负责监控Solid Snake的身体状况。通过注射Nano Machine而提供药物上的协助。她的真正身份是在桑吉巴尔（Zanzibar）事件中被Snake杀死的灰狐（GrayFox）Frank Jeager（即忍者Cyborg Ninja）的义妹，知道Foxdie的秘密，参与计划的目的就是向Solid Snake报复。但在事件中对Snake的看法开始有所改变。
直到2014年，她協助Liquid Ocelot去進行遮斷SOP系統控制的實驗，然後在南美戰場中被Snake救出，但她在東歐的任務中重新返回Liquid的身邊。最後，Snake和Raiden在Shadow Moses基地中打敗Vamp後，她注射奈米機械抑制藥劑令體內的癌細胞重新發作自殺。直到Snake和Otacon成功將病毒上載並破壞愛國者AI後，才聽到她的遺言。
Kazuhira "Kaz" Miller
在日本戰後時期出生的美日混血兒。曾經加入自衛隊，後來辭去自衛官轉職僱傭兵，並結織了Big Boss，兩人在哥倫比亞某處成立了「無國界軍團」的傭兵部隊，在1974年和Big Boss一起解決Peace Walker事件。他在1975年的Mother Base入侵事件中失蹤，然後發現他在蘇聯入侵阿富汗期間協助訓練聖戰者組織，但不幸被蘇軍俘虜，接著被Big Boss救回，並重新建立Diamond Dog部隊向Cipher組織復仇。
接著他知道了Big Boss其實是用替身來欺騙他後，感到極度憤怒，決定和Big Boss絕交。他改名字為McDonnell，在各國的軍隊中擔任教官，所以被尊稱為“Master Miller”。他還成為Solid Snake的恩師，在Zanzibar Land事件中提供幕後支援。最後，Miller退出軍隊，在阿拉斯加過著隱居的生活。但在Shadow Moses事件發生前，被Liquid Snake派人用毒氣刺殺身亡，還被他盜用了身份來欺騙Solid Snake啟動Metal Gear REX。
Mei Ling
華裔美籍情報分析員，在Shadow Moses事件中負責支援潛入的Solid Snake。對於成語的知識十分豐富，總是會在交談時說出成語，並在之後解說該成語的意思。
MGS2中並沒有正式登場，但其實仍在幕後支援，並於Otacon多次錯誤解釋成語的意思後忍不住冒出來作出正確的解說。
MGS4時擔任退役軍艦「U.S.S. Missouri（密蘇里號）」的艦長，在Old Snake一行人與Liquid Ocelot的最終決戰中大為活躍。
Rosemary
Rosemary是戰場心理學家，在Big Shell事件中擔任Raiden的心理健康顧問。
和Raiden是戀人關係，但實為愛國者組織派來監視Raiden的下級工作員，髮型和瞳孔顏色都是按照Raiden的喜好而改成現在的模樣；但本人最後不顧任務而真心愛上了Raiden。有被注入奈米機械，只要Raiden在任務中戰死就會跟著死亡。
Big Shell事件中因為放棄任務向Raiden表述真心而被捕，之後被Solid Snake救出，事件後和Raiden結婚並成家立室。
Raiden因為Rosemary流產而離婚後，Rosemary改嫁Roy Campbell，並在2014年Liquid Ocelot起事事件中在幕後為Snake提供支援。
事實上她和Campbell是假結婚的，而流產亦屬謊言，目的是為了保護她和Raiden的親生兒子John，避免他被愛國者組織抓去當工具般利用。
本人是料理白痴，因為Raiden說他寧願吃野戰口糧都不會吃Rosemary做的飯菜，而且她和Campbell同居時，Campbell時常對她提起國際軍糧交換會的經歷。但她卻說她喜愛美軍口糧（然而美軍口糧是全世界最難吃的）。
Huey Emmerich
Hal Emmerich（Otacon）的父親。
Huey的父親在二戰中參與曼哈頓計劃，從事原子彈的研製。但因為中了核輻射導致基因異變，導致Huey天生不能用雙腳走路。
長大後成為機械工學的研究者，他被CIA的Hot Coldman引誘，參與Peace Walker的開發計劃，但知道Coldman想發射核彈後，和Coldman爭執，然後Big Boss就收留了他，開發出Metal Gear ZEKE。
接著Huey在Cipher的利誘之下，擅自為MSF安排聯合國調查團前往Mother Base進行核武調查，事實上是導引Cipher的XOF部隊去毀滅MSF。從此Huey就成為MSF滅頂的罪魁禍首。
MSF被毀滅後，Huey和Strangelove博士結婚，誕下兒子Hal（Otacon），然後被Cipher送去蘇聯，繼續從事二足兵器的研究開發，他在雙腿外裝上機械腿讓自己能夠步行，製造出Metal Gear Sahelanthropus，但研發過程中妻子Strangelove博士因「意外身故」。
在80年代中，Huey被Big Boss（Venom Snake）從蘇聯的駐阿富汗軍事基地抓走，送去Diamond Dog的基地裡，被Miller和Ocelot為追究MSF毀滅的責任進行嚴刑拷問，被迫說出Cipher正進行著另一種超級兵器研究的情報，Big Boss決定不再追究Huey的責任，給他留在Diamond Dog裡面工作。
然後，Diamond Dog的基地爆發了聲帶蟲疫情，Big Boss迫於無奈將所有受到該寄生蟲感染的袍澤兄弟們殺掉，Huey就大罵Big Boss殘酷無情。
接著Miller就指控Huey以「引進研究材料」的名義，把強力核輻射器材引進去Mother Base的醫院裡，令感染者身上能抑制聲帶蟲的細菌因為基因異變而失效。Miller對Huey展開公審。
在公審期間，Huey還被Miller所回收的舊Peace Walker的AI電腦 - Mammal Pod的錄音中透露出真相，指Strangelove的死並非意外，而是因為她反對丈夫利用當時只得四歲的Hal來當Metal Gear Sahelanthropus之駕駛的白老鼠，Huey就狠心地將Strangelove困在Mammal Pod裡，令她在裡面窒息而死，因此也揭發Huey真的是為了研究Metal Gear而收受Cipher的利益去做他們的奸細，但Big Boss決定將他從Diamond Dog部隊中放逐出去。
Huey回到外面的世界後，和一名有個女兒Emma的英籍女子再婚。但後來發現繼妻和兒子Hal發展不倫戀，令他羞憤地抱著Emma跳下泳池中自盡，Emma生還但Huey已淹死。

## 愛國者組織
Zero
英國出身的間諜，在冷戰時期為美國CIA工作。
在貞潔任務和食蛇者行動中，作為Naked Snake的作戰指揮官。
食蛇者行動之後，Zero從Ocelot的協助下奪得「賢者的遺產」，然後他和Big Boss、EVA、Ocelot、Sigint和Para-Medic組成秘密組織「愛國者」，以共同創造出The Boss心中的理想世界為目標。可是，Zero和Big Boss後來在解讀The Boss的理想上的分歧，令兩人的關係出現裂痕。接著因為沒經過Big Boss同意就施行「Les Enfant Terrible」計劃令兩人徹底決裂。
Zero就以「Cipher」之代號，在幕後操縱世界的政治和經濟，以世人不知道的情況下統治全世界，和誓要建立「Outer Heaven」的Big Boss作對。
在Phantom Pain的事件前，Zero與Big Boss（本尊）暗中會面，商討如何除掉企圖奪權的Skull Face。
在冷戰結束之後，Zero因年事已高，加上與Big Boss的決裂令他無法再相信人類，同時因為Skull Face的背叛讓他被聲帶蟲感染，使得身體急速衰弱，於是他就將這個重任交給AI電腦去繼續。可是AI電腦最終也走向偏鋒，背離了Zero給它的命令，創出「戰爭經濟」的世界混亂局勢。
在Liquid Ocelot起事解決後，變成植物人的Zero最終被Big Boss了結了生命。
私底下有著喜愛紅茶與司康餅、是007系列的大粉絲，以及暗中在CIA內部組織了未確認生物體同好會的人性一面。
Para-medic（Dr. Clark）
Para-medic在貞潔任務和食蛇者作戰中，為Naked Snake給予醫療和急救上的知識。行動結束後，她加入Zero組成的愛國者組織，從事基因研究，她還發動Les Enfant Terrible計劃，製造Big Boss的複制人，作為Zero的棋子去對抗Big Boss。
在Zanzibar Land事件後，她將身受重傷的Gray Fox的身體進行生化忍者的改造實驗，但實驗極不人道，過程令Fox承受極大的痛苦，她卻無動於衷，結果因Fox的義妹Naomi Hunter看不過眼，暗中將義兄Fox解放出來，Fox則在逃亡過程中將Dr. Clark殺死。
Sigint（Donald Anderson）
Sigint在食蛇者行動中擔任Snake的武器及科技的顧問，為人富有幽默感。代號來自Signal Intelligence的縮寫。
在該行動結束後，他加入愛國者組織，並為美國的軍事科技研究發展作出很多貢獻，最後他成為了DARPA局長，主導Metal Gear REX的開發計劃。
在Shadow Moses事件時被Liquid所俘，想從他身上套取REX的啟動密碼，但Anderson的大腦中植入了防止讀心的晶片，令Psycho Mantis不能對他使用讀心術，然後就換上Revolver Ocelot來拷問他，結果Ocelot故意拷打過度，令Anderson承受不住而死亡。他身上的血被Decoy Octopus抽乾，然後扮成他的樣子去伏擊Solid Snake。最後Donald Anderson真正的本人的屍體在Snake被抓去拷問房時見到。
EVA（Big Mama）
EVA本身也是賢者組織出身的間諜。在食蛇者行動中，她潛入蘇聯的目的是為幫中國的賢者去回收「賢者的遺產」，和Naked Snake合作剷除Volgin。
EVA擁有高超的的電單車駕駛技術，電單車從不離身，她還稱「只有在她死或者墮入愛河時」才會離開電單車。爱枪是山西十七式。
愛國者組織成立後，在Les Enfant Terrible計劃裡，EVA被安排作為Liquid Snake和Solid Snake的胎生母親。
當中國成功開發氫彈後，EVA從此就失去蹤影。
在21世紀期間，EVA成立Paradise Lost Army，自稱Big Mama，號召戰爭經濟的受害者們去反抗愛國者組織。原本她已成功奪取了Big Boss的遺體，但在東歐伏爾加河將遺體運送去給「博愛者」途中，被Liquid的軍隊攔截，並身受重傷。Liquid將Big Boss的遺體丟在火中燃燒，她想搶救遺體時也嚴重地被火燒傷，最後傷重不治而死。
可是在結局中，Big Boss說當時在東歐燒死了的“他”，其實是他的複製人Solidus的遺體，EVA和Ocelot兩人早就已經調換了Big Boss本尊。而且EVA其實是死在Snake身上的新種FoxDie病毒感染。
Revolver Ocelot
Ocelot是由The Boss和The Sorrow所生的兒子，真名Adamska。但嬰孩時就被「賢者」組織抓走，並訓練成為間諜。
射擊技術超強，彈無虛發，還能夠用跳彈來打擊躲在掩體後的敵人，而且耍槍的動作十分優美。愛用的手槍是Colt Single Action Army左輪手槍。還有他從Volgin上校那學到拷問俘虜的手法也非常厲害，所以他也有「Shalashaska」（俄語的「典獄長」）的稱號。
在食蛇者行動中，Ocelot在GRU裡面作為Volgin的幹部，並視擊敗過自己一次的Naked Snake（Big Boss）為宿敵。事實上他是CIA派去蘇聯的臥底，並趁隙奪走了真正的「賢者的遺產」。
Zero進行「Les Enfant Terrible」計劃時與欣喜的EVA不同，內心和Big Boss一樣都反對此事。
在XOF襲擊無國界軍團的母基地後，為了不讓昏迷的Big Boss遭到Skull Face和XOF的追殺，於是和Zero合作將Venom整形成Big Boss的模樣，並利用睡眠學習與催眠等方式使Venom成了Big Boss的替身。
在1984年，Ocelot在塞浦路斯救回甦醒的Big Boss（Venom），並在Diamond Dog傭兵部隊中擔當情報支援工作。後來回去美國，成為FOXHOUND部隊的幹部成員。
Shadow Moses事件中，Ocelot在和Solid Snake的決鬥中，被生化忍者砍去右臂。抓到Solid Snake之後，他將Metal Gear REX的資料從Snake身上拿走，並將它發放給全世界。
接著在油輪事件和Big Shell事件中再次出現，協助俄國武裝份子進行恐怖活動。被砍去的右臂以Liquid Snake的右臂移植上去，但意志就被原本已經死去的Liquid所操縱。
在2014年，他的身心已完全被Liquid控制，改名為Liquid Ocelot，控制著全球五大私人軍事企業，然後以篡奪愛國者組織的權力為名去製造動亂。
結果，他被Old Snake打敗後，Ocelot恢復本來的人格，事實上他是利用催眠和藥物控制，將自己扮成Liquid的分身來欺騙愛國者AI。最後他被Snake身上的新種FoxDie病毒所感染而亡。

## 敵對角色

### FOXHOUND
Vulcan Raven
在阿拉斯加出身的因紐特人，身材魁梧，能舉起M61火神機炮戰鬥。
除此之外也擅長操縱戰車。思緒縝密，在與Solid Snake決戰時會用機炮破壞貨櫃來削減對手的逃生處。
說話充滿著謎語，亦知道了Solid Snake的非一般的身世。
Psycho Mantis
擁有強大的心靈力量，能夠閱讀他人內心的記憶，甚至還懂得隔空取物，控制身心和製造幻覺的能力，以玩弄人心為樂。
是美國為了複製Cobra部隊中的蘇聯超能力者The Sorrow，所開啟計畫「第二之子」的成果。和The Sorrow不同無法控制自己的超能力，必須配戴防毒面具維持自己的精神。
在Metal Gear Solid 4裡面，他的意志寄宿在Screaming Mantis的裝甲裡面控制著她的心靈，接著被The Sorrow之靈魂的介入下被消滅。
在Metal Gear Solid V: the Phantom Pain裡面，一個叫Tretij Rebenok的神秘小孩角色就是童年時期的Psycho Mantis。一樣戴著防毒面具示人，不過就擁有著比成年時更強大的超能力，能借著別人的復仇心去控制別人。他先控制The Man on Fire(Volgin)，接著就幫助直升機上的Eli（Liquid Snake）去控制Metal Gear Sahelanthropus。
Sniper Wolf
庫爾德族的女性，曾於尼泊爾的廓爾喀人處學習到狙擊技術的天才狙擊手，有著可以為狙殺目標而一直原地等待一個星期的驚人耐力。
出身於戰亂地帶，被Big Boss撿到並帶回美國，最後加入了FOXHOUND部隊。
一度是Otacon的迷戀對象。
Decoy Octopus
FOXHOUND部隊中的喬裝高手。在Shadow Moses事件中，由於Revolver Ocelot拷問DARPA局長過度而殺死了他，於是Decoy Octopus就扮成DARPA局長的樣子，混進牢房裡等待Solid Snake來拯救他時殺死他。可是當Solid Snake找到扮成DARPA局長的Octopus時，在談話中Octopus感染Snake傳給他的FoxDie病毒導致心肌梗塞而死。
因為擅於變裝的緣故，其真名、身體資料、年齡等都是不詳，小說版中則有提到他出身於墨西哥。

### Dead Cell
Vamp
CV：置鮎龍太郎（MGS2）、塚本晉也（MGS4）
羅馬尼亞出身，使用小刀的高手。小時候曾被捲入一場教會爆炸案，在瓦礫底下靠吸食死去家人的血液而存活，自此有了吸食血液的習慣。
後來在Naomi Hunter的實驗中被注射了加速細胞再生的奈米機械，導致其就算被擊中要害都不會死。之後加入美國海軍陸戰隊旗下的反恐小隊「Dead Cell」，代號Vamp（吸血鬼）。
2009年和其餘兩名「Dead Cell」成員加入Solidus Snake的武裝集團「自由之子」，一同佔據Big Shell，殺害許多前來攻堅的海豹部隊隊員，之後對上Raiden，在差點殺死他之際遭假扮成海豹隊員的Solid Snake亂入而逃逸。
之後與Raiden分別於Big Shell的沉澱池與擋油堤對決，均被擊敗，其中在擋油堤一役拿逃走中的Otacon義妹Emma為人質，在被Raiden擊中要害，摔落海中時失手刺了Emma一刀，導致Emma死亡，從此被Otacon所憎恨。
2014年加入Liquid Ocelot的民間軍事企業「Outer Heaven」，於南美、Shadow Moses島出現在Old Snake一行人面前。
最後在Shadow Moses島地下基地深處先後被Old Snake和Raiden所傷，痛苦地要求Naomi趕緊用奈米機械抑制劑讓他解脫，原本Otacon企圖遙控支援機械「Metal Gear Mk.Ⅲ」下手送他一程但卻猶豫了，於是Vamp自己將奈米機械抑制劑搶來注入體內，在仰天長嘯一聲後真正死去。
Fortune
Dead Cell部隊中的一點紅。身手矯健，身體還能避過任何子彈和導彈攻擊，還能將手榴彈變成不發彈。所以人們都稱她做「幸運女神」（Lady Luck）。
奇蹟是Ocelot用電磁裝置假造出來，Fortune並不知情。在試圖反抗Ocelot時，遭Ocelot用手槍擊傷。
當Ocelot駕駛Metal Gear RAY，用導彈射向Raiden和Snake時挺身而出，真正的將導彈反彈。最終失血而亡。
事實上，將飛彈反彈的奇蹟依舊是Ocelot假造出來，是雙面間諜Ocelot所演出的戲，為了使愛國者相信Ocelot真心想殺死Snake。
而Ocelot也相信即使Fortune發現自己沒有超能力，依舊會挺身保護Snake。
Fatman
Dead Cell部隊中的爆破專家，身型肥胖，穿著防爆裝甲和滾軸溜冰鞋。Raiden闖進Big Shell後第一個正面交鋒的對手。
父親是鐘錶工匠，從小就對時鐘等精密機械很感興趣。從網路上得到了如何製作炸彈的手冊後很快成了爆破界的名人，後進入Dear Cell部隊，自稱是「藝術家」，喜歡在自己製作的炸彈上噴上香水。
在Big Shell各處都裝置了定時炸彈，並把這當作和傳授自己拆彈技術的Stillman對決的機會，並利用自己製作的新型炸彈炸死了對方。
有著和肥胖外表不符的敏捷身手，以大量的手榴彈與定時炸彈等和Raiden交戰，甚至在敗北後啟動了裝在身上的定時炸彈意圖和Raiden同歸於盡後死去，不過未得逞。

### Cobra部隊
The Pain
原Cobra部隊成員之一，為了在戰場上看見他人的「痛苦」而名。
腰帶上配有一個內有女王蜂的蜂巢，能驅使蜜蜂來作戰。在Cobra部隊中是射擊技術最差的一個，所以使用衝鋒槍來彌補這弱點。
能讓大量的蜜蜂覆蓋在身上防彈，也能驅使蜜蜂運送榴彈、製造出自己的分身等等。體內飼養著一種被稱為子彈蜂的特殊蜜蜂，能像子彈一樣發射出去，並在目標體內造成嚴重傷害。
The Fear
原Cobra部隊成員之一，為了在戰場上看見他人的「恐懼」而名。
手腕上有兩處關節，可依此進行攀附行動，潛行能力極為出色。以單發威力大和能進行連射的兩把十字弓為武器。
有塗有蜘蛛毒、點火裝置、榴彈等各類型的箭矢，同時也擅長製作陷阱，看穿Naked Snake的陷阱也不再話下。
The End
原Cobra部隊成員之一，為了在戰場上看見他人的「結局」而名。是名年紀超過110多歲的老人，第一次上戰場是在南北戰爭時期。
狙擊和偽裝技術的大師，現代狙擊理論的定案者。
能利用體內的寄生蟲完成光合作用，所以不需進食也能保持體力。因為年事已高，平常是靠假死狀態維持生命，直到有要戰鬥的情況才會甦醒。並且能與森林和林中的動物對話。
所用的莫辛-納甘步槍已改造成麻醉槍，因此在擊敗Naked Snake後也只會將他送進牢房。
非常疼愛肩膀上所飼養的鸚鵡，若Snake在戰鬥中抓到鸚鵡並吃掉的話會因此暴怒，且在被擊敗後會出現鸚鵡的亡靈與他一同消失。
在和Naked Snake對峙的時候只剩下約一周的壽命，所以可以用遊戲以外的手段將其擊敗，也能在他剛登場坐在輪椅被士兵推出來的時候用狙擊槍先行將他擊殺。
The Fury
原Cobra部隊成員之一，為了在戰場上看見他人的「憤怒」而名。過去曾是個太空人，曾經暗戀The Boss。
穿著蘇聯製的太空服改造成的防火服，並改造了小型火箭噴射器穿戴在身上進行移動，再利用改裝的火焰噴射器應敵。
曾在二戰後在未公開的情況下上過太空，但在回到地球時發生事故，身體被嚴重燒傷而再也感覺不到疼痛。
其火焰噴射器經過特殊改造，威力是一般型號的幾十倍。
The Sorrow
原Cobra部隊成員之一，為了在戰場上看見他人的「悲傷」而名。蘇聯人，Ocelot的生父。也是Cobra部隊中登場次數最多的人。
具有靈媒能力，能與死者對話來獲取情報。年輕時與TheBoss是同期服役的朋友，在二戰中與The Boss是最好的搭檔兼愛人。在二戰結束、Cobra部隊解散後回歸蘇聯軍方，但在1962年，因為「賢者」組織的陰謀和所屬的地位而與The Boss敵對，最後自願被The Boss殺死好讓她完成自己的任務。
是美國「第二之子」計畫的原型，Psycho Mantis即為計畫的成果。
可以在MGS3的貞潔任務中，Naked Snake被The Boss打落吊橋後進行緊急治療時發現其遺體。
MGS3中多次以亡靈的姿態出現，並會提供訊息與提示給Naked Snake，The Boss死後與Boss的亡靈一起消失。
MGS4中出現，將附身在Screaming Mantis身上的Psycho Mantis消滅。

### GRU
Volgin
格魯烏的上校，蘇聯軍方的鷹派成員，在蘇聯諜報系統中被喻為是最冷酷且殘忍的人。
意圖利用「賢者的遺產」和Sokolov開發的Shagohod奪取政權。
具有高達一千萬伏特的帶電體質，並能依此放出強力的電流；精擅拳擊。配合放電能力和隨身攜帶的來福槍子彈可以讓他不需要槍械就能發射子彈，也能將子彈抓在手上配合拳擊毆打時近距離施放。
是個拷問的高手，Ocelot的拷問技術就是從他身上學到的。
The Man on Fire
在MGSV：幻痛裡面，不斷追擊著Venom Snake的神秘火人。真實身分是MGS3的Volgin上校。
具有操控火焰的強大力量和不死身。
在MGS3時，Volgin上校和Shagohod一起被Naked Snake所擊敗，並一同陷入火海，事後蘇聯軍方發現Volgin上校還未死亡，於是將其送到莫斯科的醫院。
送到醫院後，由於昏迷不醒的Volgin上校具有特殊的能力，於是被蘇聯軍方的超能力研究所帶回研究，但其內心的復仇慾望在二十多年後引來了Tretij Rebenok，Volgin上校在Tretij Rebenok的能力影響下以The Man on Fire的姿態甦醒，於是在燒毀研究設施後，為了向Snake復仇開始行動。
可是，Volgin和Venom Snake兩人在阿富汗的補給站處接觸過後，他才知道他眼前的Snake根本不是「他」（即Big Boss）並真正地死去，最後他的遺體被Venom Snake回收並收藏在Diamond Dog的醫療研究設施內。
Raikov
隸屬格魯烏的少校，愛上了Volgin的男性軍官。
不知道為什麼與Raiden有著相同的容貌。

### CIA
Hot Coldman
本來是CIA的總監，但在「食蛇者」行動後被降職，成為CIA駐中美洲分部的部長，暗中策劃「和平先驅」計劃。
他持有一套特別的核抑止理論，他要推翻「相互保證毀滅」，就是在敵對的核武保有國家未能意識到被發動核攻擊的前提下成功核轟炸敵國，因此就著手開發「和平先驅」這人工智能核攻擊四足戰車，除了去實踐他的核抑止理論之外，亦確保美國在中美洲的霸權。
在Coldman實行計劃時，他命令「和平先驅」瞄準MSF的大本營Mother Base，但在他在啟動「和平先驅」之前，他被KGB間諜Vladmir Zadornov背叛，還被他射傷，不過FSLN和MSF成功佔領導彈基地後，Coldman和Zadornov兩人同時被拘捕。
最後，Coldman為了想試探人類會否就算被歷史定為毀滅世界的罪人而真的會發射核彈進行核報復，他用最後一口氣輸入啟動「和平先驅」的密碼，令「和平先驅」遵從對北美防空司令部傳送虛假的核攻擊情報，對古巴發射核彈的指令，然後斷氣死亡。

### KGB
Vladimir Zadornov
KGB特工，他以哥斯達黎加和平大學教授Ramón Gálvez Mena的假身份，帶同Paz前往MSF委托Big Boss去調查「某保安公司」在該地的活動。還對MSF送贈一個位於加勒比海的舊海洋研究平台作為他們的新大本營 - Mother base。
左手是機械義手，是蘇聯領導人在他立功時賜給他的獎勵，食指是打火機，他本來是重度吸煙者，但因肺部健康問題已經戒掉了。
當Coldman在尼加拉瓜的美軍導彈基地中差不多實行他的「和平先驅」計劃的最後一步時，Zadornov帶蘇聯兵佔領控制室，然後借Paz手上的手槍擊傷Coldman，並強迫Strangelove改變攻擊指令，命令「和平先驅」瞄準古巴。他表白了他暗中向Coldman提供資金去開發「和平先驅」，並用借刀殺人之計去陷害美國成為爆發核戰爭的罪魁禍首。當Zadornov準備處死Snake時，MSF和FSLN游擊隊闖入控制室，Zadornov被他們制伏，並交給MSF拘留。
在「和平先驅」事件後，Zadornov囚禁在Mother Base的監獄中，但多次逃獄外出，令Miller不斷勞煩Big Boss去抓他回來。最後Big Boss在基地的練靶場中發現他，Zadornov發射義手攻擊Big Boss但失敗，並遭到Big Boss反擊所殺。後來Big Boss和Miller才知道Zadornov也是Cipher的間諜，他不斷逃獄去引開Big Boss，讓Paz趁機會去改造和偷取Metal Gear ZEKE。
事件解決後，Zadornov的義手被Big Boss拿來當打火機來點燃雪茄煙。

### The Beauty and the Beast Corps
Liquid Ocelot所組成的四人特殊部隊，她們都是身體包著「野獸」的裝甲的「美女」。而且她們因為戰爭慘痛經歷而導致心理變態。
而Liquid就對她們說只要殺死Old Snake的話，心靈就能得到解脫。
當Snake擊敗她們的「野獸」形態，她們的裝甲就會失靈並令身體脫出，以「美女」的姿態嘗試接近Snake並擁抱他，發出心靈攻擊侵蝕Snake的靈魂。Snake唯一可以做的就是離她們遠點並殺死／擊暈她們。
Laughing Octopus
以八爪魚為形象的B&B部隊的野獸戰士，裝甲具有和Octocamo一樣將自身化成任何東西的幻象的功能，經常狂歡大笑。
而美女的真身是一個出生在北歐的某個海邊漁村的少女，而且該地盛產八爪魚。不過一支邪教組織對村落展開屠殺，邪教徒們迫她虐殺生還者，還要一邊殺人一邊大笑，從此造成了此種病態心理。
名字向舊FOXHOUND部隊的Decoy Octopus致敬。
Raging Raven
以烏鴉為形象的野獸戰士，能操縱多個無人飛翼戰機，對敵人狂轟濫炸。
美女真身是一位印尼籍女子，還在戰禍連連的亞齊特區中土生土長，自幼被兵士所俘虜，並且每天都虐打他們，孩童們只以吃屍體和糞便生存，所以他們被士兵們稱為「烏鴉」。她在士兵們的狂怒情緒的環境的渲染下，養成了病態的憤怒躁狂之心理。
名字是向舊FOXHOUND部隊的Vulcan Raven致敬。
Crying Wolf
以狼為形象的野獸戰士，裝備了強力的磁軌炮狙擊敵人。不斷發出哀嚎和號泣。
美女真身是一位非洲籍女子，出生的村子被軍閥發動的種族清洗所襲擊，她帶著年幼的弟弟逃亡，但因為在躲藏期間弟弟突然哭泣，她為了要令他安靜下來掩住他的嘴，導致弟弟窒息死亡。就是因為她殺死弟弟的罪咎感導致她每天以淚洗臉。
名字是向舊FOXHOUND部隊的Sniper Wolf致敬。
Screaming Mantis
以螳螂為形象的野獸戰士，擁有操縱人身的能力，像拉線木偶一樣，事實上她只能操縱某些體內有奈米機械的人（她不能控制體內沒有奈米機械的Johnny）。時常驚聲尖叫。
手上的兩個玩偶是以Psycho Mantis和The Sorrow為形象。
美女真身是一位南美洲拉丁裔女子，出生的地方都被戰火摧殘。她躲在一個棄置屍體的密室中來逃避軍人的追殺，每天都活在被屠殺的人們之恐懼慘叫之中，導致她心生幻覺，幻想自己是一隻雌性螳螂，以啃吃屍體來生存，但只吃男性。
由於她的情緒是四人之中最不穩定，Liquid Ocelot為她作多種心理治療但沒有作用，所以就用Psycho Mantis的意志寄宿在Screaming Mantis的裝甲裡面，來鎮壓著她的病情。
名字是向舊FOXHOUND部隊的Psycho Mantis致敬。

### Desperado Enforcement LLC
Samuel Rodrigues
有著「激流」稱號，是使用新陰流的巴西劍術高手。由PMC「Desperado Enforcement」所僱用的傭兵。
過去有用一把刀殲滅了有著重火力的黑道組織的傳說，在PMC皆採用全身改造的生化士兵中是極少見只靠自身的肉體能力就能與生化人並駕齊驅的異類。
曾與Armstrong一戰而失去右臂，於是接受了部分的改造使右手重生并成为其手下，但事实上暗中一直训练雷电使其在最后一战时成功将Armstrong击杀。以紅色刀身的高周波刀「Murasama」為武器。
Sundowner
被認為是Desperado Enforcement實質領袖的巨漢生化人。
因為被簡易爆炸裝置所傷而接受了改造手術，認為戰爭是人類最平常的想法。
擅長使用具有高破壞力的大型高周波雙刀「Bloodlust」的二刀流戰士，另外亦會將此雙刀組合為一把大剪來使用。
Mistral
Desperado Enforcement幹部中唯一的女性生化人。出身阿爾及利亞，雙親遇害後她替父母復仇後發現了自己有殺人的才能，之後加入法國外籍兵團並取得法國國籍，隨後輾轉加入了Desperado Enforcement並接受了改造。
憧憬著為理想和使命而殉死的那天。其武器「Etranger」由四隻來自小月光的生物型手臂與兩把高周波小刀連結而成，可以利用生物的柔軟特性像鞭一樣揮舞，也可將其硬化作為薙刀使用。
Monsoon
刺客型的男性生化人，使用鐵尺「Dystopia」為武器，能製造霧氣從敵人背後偷襲，亦能使用勞侖茲力，可以舉起重物，身體部位還分成幾節，以電磁力來連貫，令他的身體能有效躲避各方的斬擊。
具體背景不明，不過他透露自己經歷過柬埔寨紅色高棉政權時期的屠殺事蹟，建立出他的虛無主義的價值觀，後來他加入該國的犯罪組織，做著走私毒品及人口販賣的勾當。
由於他指出Raiden的只是以鋤強扶弱和維護正義等等借口來掩飾自己的本質，令Raiden決定將自己收藏於內心深處的殺戮本性解放出來，然後在決鬥中被Raiden擊敗戰死。
Dolzaev
前車臣武裝份子，在Abkazia發動由Desperado Enforcement支援的武裝政變，佔領該地的俄資建造的煉油廠。
Raiden擊敗Mistral後，Dolzaev聽完Mistral的表白遺言逝去後，他走上去儲氣缸上引爆炸彈，在儲氣缸的爆炸中身亡。
Steven Armstrong
州的參議員，也是2020年的美國總統候選人之一。同時也是Desperado Enforcement幕後支持者，並打算利用Desperado Enforcement完成自己的夢想。
有著靠美式足球與加入海軍後鍛鍊出的強健肉體，並接受了和Raiden等生化人不同的奈米機械的最新改造技術，可以因此擁有硬化、發火能力、治癒，吸收機械能量的能力。
夢想是將美國改造成他個人理念中以弱肉強食為國民行動原理的國度，因此不惜用自己支持的PMC暗中挑起戰爭。
雖然一開始在和Raiden的戰鬥中靠著怪力取得優勢並重傷Raiden，但最後仍被Raiden挖出心臟死亡。

### XOF
Skull Face
Skull Face是在第二次世界大戰期間出生的匈牙利人，小時候在納粹德國佔領地中的兵工廠中作苦工，然後臉孔因為盟軍轟炸而嚴重燒傷，令他的相貌變得醜陋無比。
接著他成為CIA特工，在蘇聯中進行臥底和暗殺任務，然後成為Zero的手下，組成了XOF部隊，在1975年中派遣XOF襲擊Big Boss的MSF基地Mother Base。
直到80年代，Skull Face他安排Huey製造Metal Gear Sahelanthropus，但最後轉移研究項目，開發一種寄生在人類聲帶中的超級生物兵器—聲帶蟲。
Skull Face他自己都是聲帶蟲的感染者，令他不能使用他祖國的語言—匈牙利語來說話。他曾被Code Talker欺騙，強迫接受輻射治療實驗。
其實Skull Face並不是憑Zero的命令去摧毀Big Boss的傭兵事業，MSF滅亡事件其實是他去壯大自己的實力，去篡奪Cipher組織權力的計劃的一部份，他還令Zero感染聲帶蟲而生病，然後取代Zero成為Cipher組織的頭領，以抹殺英語語言和以Metal Gear來抑止世上所有民族仇恨，以及利用能吃掉金屬的細菌來壟斷核元素交易市場來達到世界和平為最終目的。
Skull Face在Metal Gear Sahelanthropus狂暴化期間被落下的電塔壓住，他求Big Boss（Venom Snake）殺死他，但Big Boss和Miller卻只打斷他的手腳讓他自生自滅，最後Huey就將槍中的最後一發子彈了結Skull Face的生命。

## 其他角色

### MGS2
Olga Gurlukovich
俄羅斯傭兵部隊的成員，Gurlukovich上校的女兒，MGS4登場的Sunny的母親。
自幼就生長在部隊之中，把每個成員都當成自己的家人，雖然年輕卻已身經百戰。
MGS2的油輪篇時在懷孕的情況下和父親與部隊去襲擊油輪，並和同樣潛入油輪的Solid Snake交戰。油輪被爆破後被Solid Snake救出，事後與部隊成員接受了俄羅斯黑手黨的幫助而托庇於其下，並在醫院中誕下一女，但女兒隨即被愛國者組織擄走成為人質。
Big Shell佔領事件中代替父親率領部隊協助Solidus Snake，但實際上是為了被擄走的女兒而在愛國者組織的威脅下準備破壞Solidus Snake的計畫。並以生化忍者（Mr. X）的身分協助Raiden。在過程中發現了Solid Snake而打算對其復仇（她認為爆破了油輪導致父親身亡的即是Solid Snake），兩人在交手後才知道真相。
在Raiden發現她真實身分後，於Raiden和無數的Metal Gear Ray交戰時前來幫忙，但被Solidus Snake擊敗，最後遭其槍擊而死。
對為了救出女兒而把如同親人的傭兵隊成員牽扯入Big Shell佔領事件而有著罪惡感，自嘲自己比殺他自己的人更邪惡，最後將救出女兒的願望託付給了Raiden。
Sergei Gurlukovich
俄羅斯傭兵部隊的指揮官，在Shadow Moses事件（MGS1）中贊同Foxhound的行動而曾打算一同行動，但在雙方合流前事件就已被平息。過去曾是GRU的上校，也是Ocelot的前上司。
出身俄羅斯的斯涅任斯克，因為故鄉在冷戰後被美國企業收買，因此有了反美國的思想。MGS2的油輪篇時為了得到美國海軍秘密開發的Metal Gear Ray，好實現他讓祖國重新崛起的理想，而率同部隊前去襲擊油輪，並在海軍司令官Scott Dolph演說時亂入將其抓住，但最後被Ocelot背叛，與Scott一起被Ocelot殺害。
Scott Dolph
MGS2的油輪篇中登場的美國海軍司令官，Dead Cell成員Fortune的父親。
認為Metal Gear Ray可以令美國海軍有了新氣象，在演說時被Gurlukovich上校率領的傭兵部隊亂入而被捕，最後和Gurlukovich上校一起被Ocelot殺害。
Peter Stillman
原美國海軍爆裂物處理學校的教官，紐約市警方拆彈小組的顧問。被喻為是世界第一的拆彈專家，也是Fatman的恩師。在知道Big Shell佔領事件中有Fatman的加入後，跟著SEAL的一支小隊一起前來協助拆彈。
曾在某次拆彈過程中負傷而失去一隻腳，其實這是Fatman向自己老師的一次挑戰，為了不讓同樣的悲劇再現，Stillman決心要拆除Fatman所做的新型炸彈，但最後失敗身亡。
事後Raiden可以在Big Shell中央棟的B1被水淹沒的區域發現其遺體。
Emma Emmerich
Otacon的繼妹妹，Huey再婚的妻子的女兒，她和兄長Otacon一樣是電腦天才。兩人本來有著超越兄妹親情的關係，但因為父親Huey揭發Otacon和繼妻的不倫戀，把她一起拉下水自盡，Emma相信Otacon會來救她但他沒有這樣做。雖然Emma僥幸生存，但這件事導致兩兄妹關係破裂。
在Big Shell事件中，她被愛國者組織安排擔當著當時Shadow Moses事件中Otacon的角色，暗地裡編寫破壞愛國者AI的蠕蟲程式。但最後被Vamp錯手殺死，令Otacon大受打擊。
儘管Emma口中說她還憎恨著Otacon，但心裡其實還愛著他的，她的心意最終從她的寵物鸚鵡中吐露出來。

### MGS3
Sokolov
Nicholas Stepanovich Sokolov（尼古拉斯·斯特潘诺维奇·索科洛夫）苏联的武器开发专家，“Shagohod”的开发者、Vostok火箭多群级引擎的主要发明者、OKB-754设计所负责人。为了逃离沃尔金上校的魔爪，想要逃亡到美国去，但最终没有实现愿望。其现实原型可能是谢尔盖·帕夫洛维奇·科罗廖夫。
在Portable Ops的故事中，Sokolov在Gene的威脅下研製Metal Gear RAXA和ICBMG，接著他以「Ghost」的假名對Naked Snake提供情報。事件解決後Sokolov成功引渡美國和妻兒團聚。

### MGS4
Sunny Emmerich
在Metal Gear Solid 2的故事中Olga Guklukovich的遺腹女兒（當時她以為是兒子）。在Big Shell事件後，Raiden從愛國者組織手上拯救了她，並交到「博愛者」組織中，由Otacon撫養著。
Sunny天生擁有高超的編寫電腦程式的才華，但因為Otacon恐怕她被愛國者組織發現，所以總是不給她外出，令她不懂得與人溝通，說話結結巴巴的。
她只是懂得煮煎太陽蛋，但總是失敗，後來在Naomi Hunter的教導下學懂了。她和Naomi一起完成編寫消滅愛國者AI的電腦病毒「FOXALIVE」。
最後電腦病毒成功消滅了所有愛國者AI的伺服器，成功為她的母親Olga報仇。
在愛國者組織倒下後，Otacon正式收養Sunny為女兒，並且能夠在外面的世界中自由地生活。
Metal Gear Rising時再度登場，此時已治好了結巴的毛病，並成了能往返木星的太空梭的獨立開發計畫的領導。從Otacon那邊得知Raiden救了自己的事，她仍非常感激Raiden的救命之恩。現在的目標是在Otacon還活著的時候成功實現往返木星的宇宙飛行計畫。
Drebin 893
在Metal Gear Solid 4中出現的角色。他是一個經常喝著可口可樂的軍火走私商人（Gun Launderer），而他的公司裡有很多人共用著他的名字，所以就以附上893的數字來辦認。
他不止販賣不受SOP系統控制的槍械給Old Snake使用，還會提供情報和各式各樣的支援服務。
當Snake殺死了每一位Beauty & Beast部隊的女戰士之後，Drebin就會對Snake訴說她們背後的悲慘辛酸之故事。
在初次見面的時候，因為Snake的奈米機械版本過舊不能用他的槍枝，所以Drebin以更新奈米機械為名對Snake進行注射，其實他在Snake身上注射了去殺死Big Mama、Liquid Ocelot和Big Boss的新種FoxDie病毒。
事實上他是聽命於愛國者AI去幫助Snake的，而走私軍火的生意都是他們默許之下進行，亦指出Rat Patrol 01小隊也不知不覺地為愛國者服務。在愛國者組織倒台後，Drebin的公司「Drebins」得以獨立經營。

### MGS: Peace Walker
Paz Ortega Andrade/Pacifica Oceans
哥斯大黎加的16歲女子高中生，被入侵哥斯大黎加的不明軍隊俘虜，後自力逃出。珍愛和平，曾跟聯合國和平大學的蓋爾維茲教授學習國家之間的《和平憲法》。她的名字“Paz”在西班牙語中的意思是“和平”。事實上，她實為秘密組織Cipher的特工，前述的年齡與身分皆是偽造，本名叫做Pacifica Oceans，她和Zadornov合作把Metal Gear ZEKE從Big Boss手上偷出並將之獻給Cipher，但最後被Big Boss擊敗，從機艙彈出並掉下大海後失蹤。
《原爆點》中表示她存活了下來，但是被Skull Face抓住並加以施暴。Big Boss最後潛入該基地將其救出，卻發現她體內被裝設了炸彈，同時XOF入侵MSF母基地，於是Big Boss帶著她到直升機上緊急撤離並由醫務兵負責取出她體內的炸彈：過程驚險但最終成功取出炸彈，但Paz表示她體內還有另一枚炸彈，於是自己跳下直升機後被體內炸彈引爆而死，並致使Big Boss搭乘的直升機受創墜海，Big Boss也因此昏迷了九年。
事後甦醒的Venom Snake不時能看見其幻影，且Venom Snake體內的人體骨骼碎片和牙齒即是Paz的。
Dr. Strangelove
Peace Walker搭載的AI的開發者，Huey的同事，原為NASA的宇宙工程師，現為DARPA的一員。在知道The Boss曾在水星計畫實施前就已上過宇宙而對她感到崇拜，因此無法諒解殺死了她的Big Boss，並在暗中調查The Boss為何背叛祖國的真相。
參加了Coldman的「和平先驅」開發計畫，並將開發的AI「Mammal Pod」重現了The Boss的生前思考模式，希望從中找出真相。在Peace Walker強行發射核彈時被Big Boss救出，在之後Peace Walker的自毀行動中看出了The Boss背叛祖國的真相。
事後接受Big Boss的邀請，與Huey一起加入無國界軍團，並開發出史上第一架核搭載雙足步行戰車「Metal Gear ZEKE」。
之後與Huey結婚，兩人育有一子Hal，也就是Otacon。但無國界軍團覆滅後，Huey替蘇聯與XOF開發出了新型Metal Gear ST-84 (Sahelanthropus)，因它最大的缺點是駕駛艙過於狹小僅能讓兒童乘坐，於是他讓Hal當試駕員，導致與Strangelove失和，Huey單方面向Strangelove離婚。令Strangelove傷心過度失常徒手用力勒着Huey的頸部，最後Huey憤而將Strangelove關入回收到的AI桶中，導致她窒息身亡。

### MGSV: The Phantom Pain
Code Talker
Code Talker是一名美國原住民納瓦霍族人。在第二次世界大戰中他為美軍編寫加密通訊書。
後來Code Talker在The End身上發現一種奇特的寄生蟲，之後他的研究就被Cipher拿去利用，培養出超級生物兵器「聲帶蟲」。
而且他還發現了一種擁有提煉高純度鈾元素能力的古菌種，亦都被Skull Face利用來壟斷世界的放射性元素交易，打破冷戰秩序。
接著他在非洲被Big Boss救出，然後在Diamond Dog裡面研究根治聲帶蟲感染的方法。
Quiet
CV：史蒂芬妮·茱斯顿
本名不詳，原XOF成員，在任務中被派往醫院殺死Big Boss，但反被Ishmael（Big Boss）給擊敗，全身嚴重燒傷。
後接受實驗治療時被改造身體，變成強大的超級士兵，不僅擁有隱身及快速移動的能力，還以極強的動態視力與傑出的戰鬥能力被稱為傳說中的女狙擊手。她在接受治療時也被Skull face植入英語種聲帶蟲，命令她去接近Big Boss、進入鑽石狗（Diamond Dog）基地散佈寄生蟲，而她也懷著讓自己的身體變成這樣的報復心，主動接近Snake。
因為敗給Big Boss(Venom Snake)後被帶入鑽石狗基地，卻不被Miller所信任，無論怎麼拷問始終保持沉默，而被稱為「Quiet」。
後來在Ocelot的建議下才得已與Big Boss(Venom Snake)一起出任務，過程中或許是被他的行動改變想法，Quiet並沒有遵從命令散佈聲帶蟲，甚至在發現基地出現感染者時一度想阻止疫情爆發，但因為不說話所以沒有獲得理解，甚至因為當時的行為被Miller與部分士兵指責是疫情爆發的元兇，讓基地內大部分人更厭惡她的存在。
某次Huey在基地裡研究的輻射線外洩，導致先前感染過的士兵體內的聲帶蟲產生異變再次爆發疫情，雖然在Snake的處理下沒有讓疫情傳出基地外，但Quiet深怕自己體內的英語種聲帶蟲也產生異變，進而離開Diamond Dog。之後Venom Snake出發尋找Quiet，卻在沙塵暴中被毒蛇咬傷而昏迷，無法呼叫直升機，甦醒後的Quiet在束手無策的情況下使用了Venom Snake的通訊機引導直升機來救Venom Snake，可是一旦說了英語，自己體內的聲帶蟲便會開始活動並感染別人（這也是她保持沉默的主因），當直升機找到了Venom Snake時，Quiet早已離開，並留下一捲錄音帶訴說對「那個人」(Venom Snake)的感謝之情，此後失蹤，生死未卜。
因身體被改造和體內寄生蟲的原故，沒有消化器官不需進食，但需定時照曬陽光，使用皮膚呼吸所以無法穿衣服（穿衣服會窒息），喜歡水和雨天，但過多的水仍會導致身體停止活動。
性格善良，曾經奮不顧身的跳入充滿腐蝕性氣體的房間，只為了幫一個小孩撿他朋友留下的遺物（被Eli丟下去的）造成全身灼傷。
由於Code Talker可以跟Quiet溝通，兩人可能出身同一民族，聽令Skull face或許也是逼不得已。